# Güven Yalçın
Güven Yalçın, né le 18 janvier 1999 à Düsseldorf (Allemagne), est un footballeur international turc. Il joue au poste d'attaquant à Alanyaspor. Il possède également la nationalité allemande.

## Biographie

### En club
Formé au Bayer Leverkusen, il signe le 27 juillet 2018 en faveur de Beşiktaş JK. Il fait ses débuts le 23 août 2018, en Ligue Europa, contre Partizan Belgrade. 
Lors de la saison 2018-2019, il inscrit huit buts en première division turque. Il marque deux triplés cette saison-là : tout d'abord, le 8 avril, sur la pelouse du Çaykur Rizespor (victoire 2-7), puis le 24 mai, lors de la réception du Kasımpaşa SK (victoire 3-2).
Le 1er février 2021, il est prêté jusqu'à la fin de la saison en faveur de l'US Lecce.

### En sélection
Avec l'équipe de Turquie des moins de 17 ans, il marque en septembre 2015 un triplé face aux îles Féroé. Ce match gagné 3-0 rentre dans le cadre des éliminatoires du championnat d'Europe des moins de 17 ans 2016.
Avec les moins de 19 ans (en), il participe au championnat d'Europe des moins de 19 ans en 2018. Lors de cette compétition organisée en Finlande, il joue trois matchs. Il se met en évidence en inscrivant un but face à l'Angleterre. Avec un bilan catastrophique de trois défaites, la Turquie est éliminée dès le premier tour.
Avec les espoirs, il participe aux éliminatoires du championnat d'Europe espoirs 2021 (en). En 2020, il marque deux buts, contre Andorre et le Kosovo. A trois reprises, il officie comme capitaine des espoirs en 2020.
Le 22 mars 2019, il figure pour la première fois sur le banc des remplaçants de l'équipe nationale A, mais sans entrer en jeu, lors d'une rencontre face à l'Albanie. Ce match gagné 0-2 rentre dans le cadre des éliminatoires de l'Euro 2020. Il reçoit finalement sa première sélection en équipe de Turquie le 30 mai 2019, lors d'une rencontre amicale contre la Grèce. Il entre en jeu à la 55e minute, à la place de Cenk Tosun. La Turquie s'impose 2-1.

## Statistiques
| Saison                | Club                  | Championnat           | Championnat | Championnat | Championnat | Coupe(s) nationale(s) | Coupe(s) nationale(s) | Coupe(s) nationale(s) | Compétition(s) continentale(s) | Compétition(s) continentale(s) | Compétition(s) continentale(s) | Compétition(s) continentale(s) | Barrages | Barrages | Barrages | Turquie | Turquie | Turquie | Total | Total | Total |
| Saison                | Club                  | Division              | M.          | B.          | P.d.        | M.                    | B.                    | P.d.                  | Comp.                          | M.                             | B.                             | P.d.                           | M.       | B.       | P.d.     | M.      | B.      | P.d.    | M.    | B.    | P.d.  |
| 2018-2019             | Beşiktaş JK           | Süper Lig             | 22          | 8           | 2           | -                     | -                     | -                     | C3                             | 1                              | 0                              | 0                              | -        | -        | -        | 2       | 0       | 0       | 25    | 8     | 2     |
| 2019-2020             | Beşiktaş JK           | Süper Lig             | 20          | 3           | 0           | 3                     | 0                     | 0                     | C3                             | 6                              | 0                              | 0                              | -        | -        | -        | 1       | 0       | 0       | 30    | 3     | 0     |
| 2020-2021             | Beşiktaş JK           | Süper Lig             | 13          | 1           | 0           | 2                     | 1                     | 0                     | C3                             | 1                              | 1                              | 0                              | -        | -        | -        | -       | -       | -       | 16    | 3     | 0     |
| 2021-2022             | Beşiktaş JK           | Süper Lig             | 30          | 6           | 3           | 3                     | 0                     | 0                     | -                              | -                              | -                              | -                              | -        | -        | -        | -       | -       | -       | 33    | 6     | 3     |
| Sous-total            | Sous-total            | Sous-total            | 85          | 18          | 5           | 8                     | 1                     | 0                     | -                              | 8                              | 1                              | 0                              | -        | -        | -        | 3       | 0       | 0       | 104   | 20    | 5     |
| 2020-2021             | US Lecce (prêt)       | Serie B               | 10          | 0           | 0           | -                     | -                     | -                     | -                              | -                              | -                              | -                              | 1        | 0        | 0        | -       | -       | -       | 11    | 0     | 0     |
| Sous-total            | Sous-total            | Sous-total            | 10          | 0           | 0           | -                     | -                     | -                     | -                              | -                              | -                              | -                              | 1        | 0        | 0        | -       | -       | -       | 11    | 0     | 0     |
| 2022-2023             | Genoa CFC             | Serie B               | 22          | 0           | 1           | 3                     | 0                     | 0                     | -                              | -                              | -                              | -                              | -        | -        | -        | -       | -       | -       | 25    | 0     | 1     |
| Sous-total            | Sous-total            | Sous-total            | 22          | 0           | 1           | 3                     | 0                     | 0                     | -                              | -                              | -                              | -                              | -        | -        | -        | -       | -       | -       | 25    | 0     | 1     |
| Total sur la carrière | Total sur la carrière | Total sur la carrière | 117         | 18          | 6           | 11                    | 1                     | 0                     | -                              | 8                              | 1                              | 0                              | 1        | 0        | 0        | 3       | 0       | 0       | 140   | 20    | 6     |

## Palmarès

### En club
| Bayer 04 Leverkusen -17 ans - Championnat d'Allemagne -17 ans (en) - Champion en 2016 (de) |